# Florentyna Luboińska
Florentyna Luboińska (ur. 1916 roku w Chodorowie koło Kijowa, zm. 18 maja 1998 lub 2008) – polska pielęgniarka i nauczycielka pielęgniarstwa.

## Życiorys
Pochodziła z rodziny ziemiańskiej. W 1935 rozpoczęła naukę w Warszawskiej Szkole Pielęgniarstwa, a po ukończeniu jej z wyróżnieniem podjęła pracę instruktorki na tej samej uczelni, którą kontynuowała do 1 września 1939 (napaść Niemiec na Polskę). Tego dnia ochotniczo zgłosiła się do pracy w warszawskim Szpitalu Dzieciątka Jezus, gdzie odznaczała się poświęceniem w ratowaniu rannych. Gdy Warszawa skapitulowała rozpoczęła szkolenia sanitariuszek w legalnie działającej Szkole Miejskiej Przyszpitalnej (gmach Warszawskiej Szkoły Pielęgniarstwa przy ulicy Koszykowej 78). Szkoliła sanitariuszki na potrzeby Armii Krajowej, a także gromadziła medykamenty i środki opatrunkowe. Nielegalnie pomagała rannym członkom podziemia. W dniu wybuchu powstania warszawskiego mieszkała u matki, pod Radzyminem. W piwnicy tego domu 7 września 1944 urodziła syna.
W 1946 przeniosła się do Poznania, gdzie zaczęła wykładać w Szkole Pielęgniarek Polskiego Czerwonego Krzyża. Prowadziła też oddział szkoleniowy w Klinice Położniczej. W 1952 zorganizowała szkołę położnych i do 1954 była jej dyrektorką. Od 1954 do 1956 pozostawała na stanowisku dyrektora Poznańskiej Szkoły Pielęgniarstwa. W 1958 zorganizowała, jak również kierowała Kolejową Szkołą Pielęgniarstwa Ministerstwa Komunikacji w Poznaniu. Była też kierownikiem szkolenia praktycznego w Szkole Medycznej Pielęgniarstwa w Poznaniu. 16 kwietnia 1958 zaliczyła uproszczony egzamin pedagogiczny dla nauczycieli średnich szkół medycznych (wykształcenie wyższe bez tytułu naukowego). W 1971 przeszła na emeryturę.
Była członkiem Polskiego Towarzystwa Pielęgniarskiego.
Pochowana została na Cmentarzu Junikowskim.

## Odznaczenia
Została uhonorowana m.in.:
- Medalem za udział w wojnie obronnej 1939,
- Medalem Florence Nightingale (1983),
- Medalem X-lecia PRL,
- Krzyżem Kawalerskim Orderu Odrodzenia Polski,
- Srebrnym Krzyżem Zasługi,
- „Odznaką Honorową za Zasługi dla Rozwoju Województwa Poznańskiego",
- Odznaką „Za wzorową pracę w służbie zdrowia",
- tytułem „Zasłużony Nauczyciel"[2].

## Upamiętnienie
Od 2018 jest patronką ulicy na Chartowie w Poznaniu, przy Szpitalu im. Józefa Strusia. 11 maja 2007 jej imię nadano sali konferencyjnej w siedzibie Okręgowej Izby Pielęgniarek i Położnych w Poznaniu przy ulicy Grunwaldzkiej 65. Są tam eksponowane pamiątki po niej.